# Debbie Meyer
Debbie Meyer (Annapolis, Estados Unidos, 14 de agosto de 1952) es una nadadora estadounidense retirada especializada en pruebas de estilo libre media y larga distancia, donde consiguió ser campeona olímpica en 1968 en los 200, 400 y 800 metros.

## Carrera deportiva
En los Juegos Olímpicos de México 1968 ganó la medalla de oro en los 200, 400 y 800 metros estilo libre, consiguiendo en las tres ocasiones batir el récord olímpico.
Y en los Juegos Panamericanos de 1967 celebrados en la ciudad canadiense de Winnipeg ganó dos medallas de oro: en los 400 y  800 metros libre.